# محوطه سوته کش
محوطه سوته کش مربوط به سده‌های اولیه دوران‌های تاریخی پس از اسلام است و در شهرستان ماسال، بخش مرکزی، دهستان ماسال، روستای بیلگادول واقع شده و این اثر در تاریخ ۹ بهمن ۱۳۸۶ با شمارهٔ ثبت ۲۰۷۰۱ به‌عنوان یکی از آثار ملی ایران به ثبت رسیده است.